# Кіща
Кіща — велике село в Дахадаєвському районі Дагестану.
Населення села за переписом 1 січня 2009 року становило трохи більше 5 тисяч осіб. Село розміщене на підвищеному плато довжиною два кілометри і оточене з всіх сторін невисокими горами. В радянські часи село складалося з двох частин: Верхня Кіща та Нижня Кіща, але зараз новобудови з'єднали обидві частини. Нижнє село колись називалося Цурміант.
Є гіпотеза, що Кіща утворилося після об'єднання зниклих поселень: Іркнішамахі, Бурца Бах, Шумрал Ая, Дахцанімахі, Хала Ая, Цурішамахі та Дібга Ая.
Цурміант налічував 40-45 дворів на скалі Аліла-Шурі, що були обвиті 5-6 метровою захисною стіною. Вхід в аул був через єдині ворота з північного боку, звідки вузька стежка спускалася в ущелину, а потім тікала за околицю. Цурміант не був легкою здобиччю для загарбника, тому окупант обходив його завойовуючи сусідні села.
Надовго запам'ятались кіщінцям роки встановлення (встановлюється донині) радянської влади, 1929 — рік відбору землі в селян (колективізація), 1937 — рік страшних репресій (спроба окупанта всіх заставити розмовляти російською, або хоча б якось зрозуміти кавказців, ввівши кирилицю для багатьох мов…).